# Animus rem sibi habendi
A expressão latina animus rem sibi habendi significa a intenção de ter a coisa para si, ou seja, "intenção de exercer sobre a coisa um poder no interesse próprio". É comumente utilizada no estudo do direito de posse que compõe o grande gênero denominado direito das coisas (Código Civil, Livro III, "Do Direito das Coisas", artigo 1.196 e seguintes). No direito penal é utilizada como sinônimo da expressão animus furandi.